# Оливер Харди
Оливер "Оли" Харди (рођен Норвел Харди; 18. јануар, 1892 – 7. август, 1957) био је амерички комични глумац познат као једна половина Лорела и Хардија , класична дуо драма која је почела у ери немих филмова и трајала 25 година, од 1927 до 1951. Добио је заслуге за свој први филм, Надмудривање Тата, у 1914. У неким од његових раних радова, био је најављиван као Бејб Харди, користећи свој надимак.

## Детињство, младост и образовање
Оливер Харди је рођен као Норвел Харди у Харлему, у Џорџији. Његов отац се звао Оливер Харди, а мајка Емили Норвел. У својим ранијим годинама је био несташан, често је мењао образовне институције. Имао је мало интереса у формално образовање, али је интерес за музику и позориште стекао веома рано. Придружио се позоришној групи, а касније побегао из интерната у близини Атланте како би певао са групом. Његова мајка је препознала његов таленат и уписала га у школу музике и гласа у Атланти где је као наставник певања био Адолф Дам-Петерсен.

## Каријера

### Рана каријера
1910, када се отворио биоскоп у Хардијевом родном месту Милеџвилу, постао је филмски оператер, "цепач карата", домар и менаџер. Ускоро је постао опседнут новом филмском индустријом, и био је убеђен да би могао да уради бољи посао од тадашњих глумаца које је видео. Један пријатељ му је предложио да се пресели у Џексонвил, у Флориди, где су се снимали филмови. Године 1913, Харди је то и урадио. Ноћу је радио као кабаре и водвиљ певач у Џексонвилу, а дању је радио у Лубину у компанији производње. У то време је упознао своју прву жену Маделин Салошин, пијанисткињу.
Следеће године је направио свој први филм, Надмудривања Тата (1914), за Лубин студио. Био је најављиван као О. Н. Харди. У његовом приватном животу, био је познат као "Бејб" Харди, надимак који му је добио од стране италијанског берберина, који би користећи пудер на Оливерове образе говорио, "ле-па-Беј-би". У многим каснијим филмовима у Лубину, он је најављиван као "Бејб Харди." Харди је био висок 185 центиметара и тежак око 135 килограма. Његов величина је поставила ограничења на улоге које је могао играти. Најчешће је добијао улоге као "тежак" или зликовац. Таклође је имао и улоге у кратким комедијама где би његова величина употпуњавала његову улогу.
Од тог тренутка његова каријера полако наставља да се развија све то следеће битне ставке у његовој каријери, а то је упознавање Стена Лорела.

### Са Стен Лорелом
1927. године, Лаурел и Харди су почели заједно да снимају у Клизећим Женама, Дак Соуп и С љубављу и Сиктањем. Директор за надзор Роач студија Лео МекКери, приметивши реакцију публике на њих двојицу, почео је намерно да их спаја. То је довело до почетка Лаурел и Харди серије касније исте године.
Они су почели производњу великог броја кратких филмова, укључујући Бробу века (1927) (са једном од највећих борби икада снимљених), Да ли би ожењени мушкарци требало да иду кући? (1928), Два катрана (1928), Навикнути на оно што смо (1929), Обележја лежаја (1929), Одваљен од алкохола (1930), Деришта (1930), Други фини хаос (1930), Буди велик! (1931), и многи други.
Током 1950/51, Лаурел и Харди су снимили свој последњни филм. филм је произведен од стране удружених установа европских интереса, са међународним глумцима и екипом која није могла међусобно комуницирати. Због тога, скрипта је Лаурен преуредио да би се слагале са стилом комедијашке екипе, и обојица су претрпела тешке физичке болести током снимања.
Оливер Харди, заједно са Стан Лаурелом, направио је два појављивања на телевизијама које су се емитовале уживо: 1953, на ББЦ телевизији у популарној емисији "Суочи се са музиком" са домаћином Хенри Халом и у децембру 1954. године, на НБЦ телевизији у емисији Ово је твој живот. Њихово последње појављивање на уживој телевизији било је у емисији "Ово је концертна дворана", 1955. године на ББЦ телевизији.

## Смрт
У мају 1954. године, Харди је претрпео благи срчани удар. Током 1956. године, почео је да брине о свом здравственом стању по први пут у животу. Изгубио је више од 70 килограма за неколико месеци, чиме је потпуно променио свој изглед. Писма написана од Лаурела се односе на то да Харди има рак. Неки читаоци су мислили да је ово прави разлог за Хардијево брзо мршављење. Обојица су били тешки пушачи.
Харди претрпео велики мождани удар 14. септембра 1956. године, који га је оставио ограниченог на лежање у кревету и неспособност говора наредних неколико месеци. Он је остао код куће, под негом своје вољене Луције. Претрпео је још два мождана удара почетком августа 1957. године, и пао у кому из које се никада није опоравио. Харди је умро од церебралне тромбозе 7. августа 1957. године, у својој 65-ој години живота. Његови кремирани остаци се налазе у масонском врту Валхала у северном Холивуду.
Стан Лорел је одлучио да не иде на сахрану свог пријатеља и филмског партнера, наводећи, "Бејб ће разумети".

## Заставштина
- Хардијева звезда на Холивудском ходу славе који је лоциран у 1500 Вајн улици, у Холивуду, у Калифорнији.
- Године 1999, продавац Лари Хармон продуцира директно-до-видеа филм Све Нове Авантуре од Лорела и Хардија: За љубав или Маму, глуми Бронсон Пинчот и Гелард Сартин као дуо комедија.
- Постоји мали Лорел и Харди музеј у Хардијевом родном граду Харлему, у Џорџији, који је отворен 15. јула 2000. године. Сваке године, прве суботе у октобру, слави се Оливер Харди уз Оливер Хардијев Фестивал који се одржава унутар града.
- У предстојећем филму, Стен и Оли, Хардија глуми амерички глумац Џон Ц. Реили, а Лорела енглески комедијаш Стив Коган.[3] Развијен од стране ББЦ Филмова, филм је постављен на заласку њихових каријера, и фокусира се на опроштајне турнеје по разноврсним британским халама 1953. године.[3]

## Филмографија
Филмови без Стен Лорела - Филмографија Оливера Хардија
Филмови са Стен Лорелом - Лорел и Харди филмови